# Flugabwehrrakete

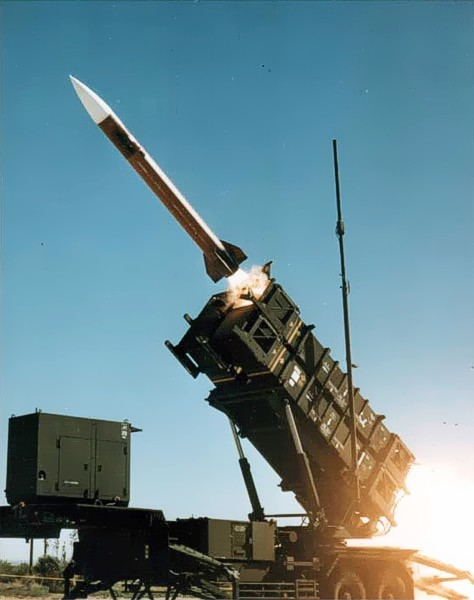
MIM-104-Patriot-Rakete beim Start

Eine Flugabwehrrakete, kurz FlaRak, auch Boden-Luft-Rakete oder SAM für englisch surface-to-air missile, ist eine Raketenwaffe zur Flugabwehr, also zur Bekämpfung von Luftzielen von der Erdoberfläche (Wasser, Boden) aus. Eine Vielzahl von Bauweisen und Typen wurde entwickelt, die sich nach Einsatzzweck, Reichweite und Technik unterscheiden.

## Entwicklungsgeschichte

### Deutsche Entwicklungen im Zweiten Weltkrieg

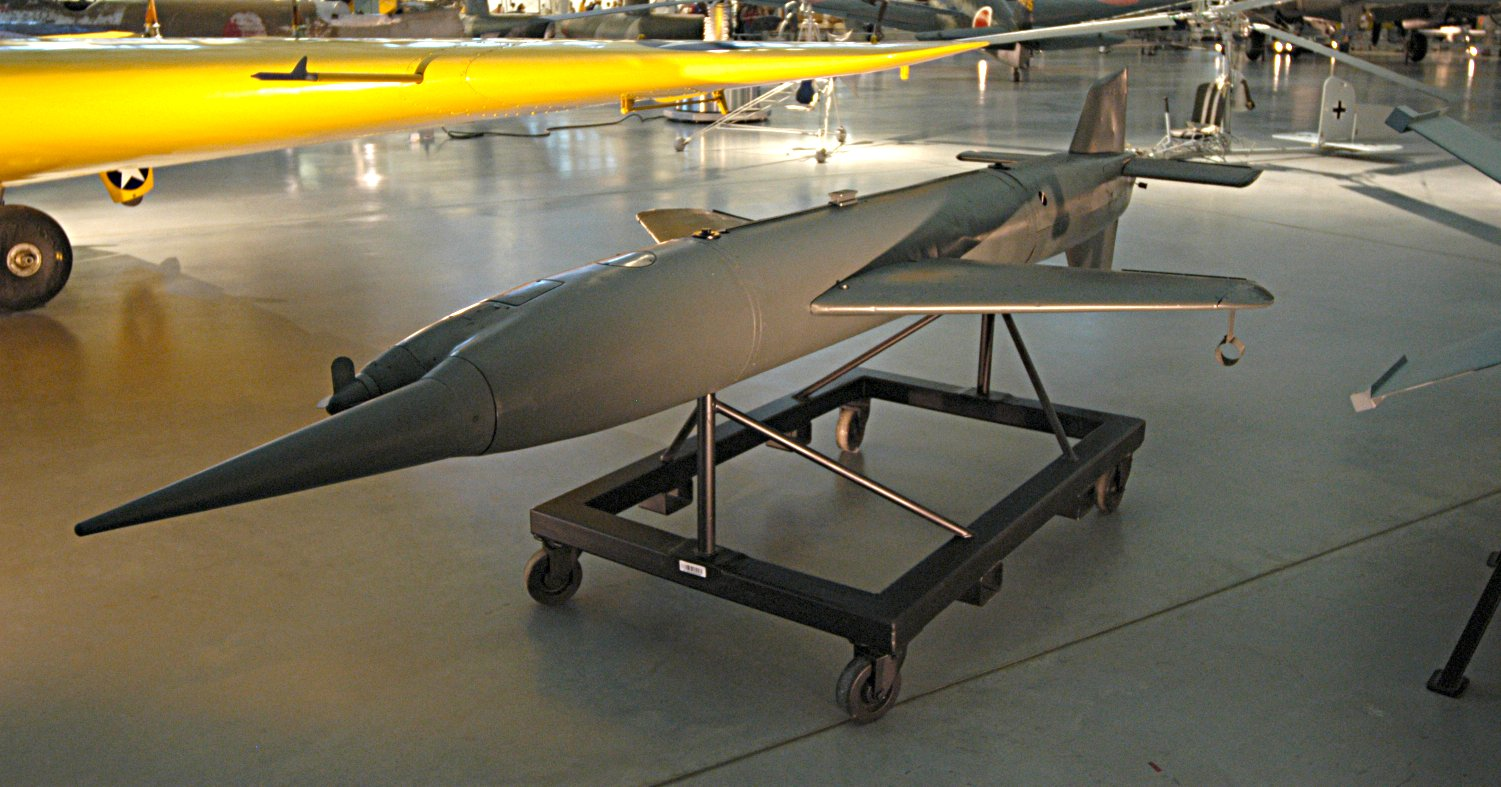
Hs 117 Schmetterling im US National Air and Space Museum in Washington, D.C.

Die ersten Boden-Luft-Raketen wurden während des Zweiten Weltkriegs ab 1941 im Deutschen Reich entwickelt; die ersten Probestarts fanden im Herbst 1944 statt. Die Entwicklungsarbeiten der folgenden Projekte verliefen parallel zueinander:
- Die Henschel Hs 117 Schmetterling der Henschel Flugzeug-Werke, eine funkgelenkte, entweder optisch oder über Radar verfolgte, zweistufige, 420 kg schwere Rakete mit 16 Kilometern Reichweite und einer Gipfelhöhe von 11.000 Metern.
- Die Messerschmitt Enzian-Rakete, eine umgebaute Messerschmitt Me 163 Komet mit 1,8 Tonnen Gewicht (davon 300 kg Sprengkopf), etwas größerer Gipfelhöhe und Reichweite sowie dem gleichen Zielsystem wie das der Henschel Hs 117.
- Die Wasserfall-Rakete, entwickelt von der Deutschen Forschungsanstalt für Segelflug (DFS) und den Elektromechanischen Werken Karlshagen (Triebwerk), eine verkleinerte A4, die mit einer Gipfelhöhe von 20.000 Metern das vom Bediener am Boden gesteuerte Zielsystem völlig überforderte.
- Die Feuerlilie, deren Triebwerke von Rheinmetall-Borsig in Berlin-Marienfelde und deren Zellen von den Ardelt-Werken in Eberswalde hergestellt wurden, in folgenden Varianten:
  - Unterschallversion F 25 war 1,80 Meter lang und hatte eine Reichweite von fünf Kilometern. Erste Versuchsstarts erfolgten 1944, Einstellung im gleichen Jahr.
  - Überschallversion F 55 mit Spiritus-Flüssigsauerstoff-Triebwerk. Sie hatte eine Reichweite von 10 Kilometern, erster Versuchsstart Mitte 1944.
- Die Rheintochter, entwickelt von Rheinmetall-Borsig ab 1942. Zweistufige Überschallrakete.

Es wurden auch Überlegungen zu einer automatischen Radarverfolgung angestellt. Alle Systeme waren ihrer Zeit voraus, kamen jedoch zu spät, um im Krieg wirkungsvoll eingesetzt zu werden.
Ein tragbares, nicht gelenktes Luftabwehrraketensystem gegen Tiefflieger war gegen Kriegsende ebenfalls in der Entwicklung:
- Die Fliegerfaust-A wurde 1944 von der Firma HASAG (H. Schneider AG, Leipzig) entwickelt und bestand aus einem etwa 1,5 Meter langen Rohrbündel mit vier 90 Gramm schweren, ungelenkten 2-cm-Raketen. Jede einzelne Rakete trug 19 Gramm Sprengstoff. Der verbesserte Typ Luftfaust oder Fliegerfaust-B bestand aus einem Rohrbündel mit neun 2-cm-Raketen. Die Raketen wurden in zwei Salven mit 0,2 Sekunden Abstand abgefeuert und bildeten in 500 Metern Entfernung eine Splitterwolke von etwa 60 Metern Durchmesser. Die 6,5 Kilogramm schwere Luftfaust wurde, analog einer Bazooka, von der Schulter aus abgefeuert und war annähernd rückstoßfrei.

- Eine ähnliche Waffe bestand aus einer umgebauten verbesserten regulären Panzerfaust. Eine vor dem Hohlladungssprengkopf montierte Splitterladung wurde nach dem Start zeitgesteuert ausgelöst.

Im März 1945 lief ein Auftrag über 10.000 Waffen mit vier Millionen Schuss Munition an. Im Truppenversuch befanden sich Ende April 1945 jedoch nur 80 dieser Waffen.
In der Entwicklung war weiterhin eine im Kaliber vergrößerte Sechsrohr-Version, die einfach Fliegerfaust (ohne das Suffix A oder B) heißen sollte.

### Nachkriegszeit und 1950er-Jahre
Nach dem Zweiten Weltkrieg wurden einige bereits bei den Alliierten Streitkräften begonnene Entwicklungen fortgeführt. Bei etlichen dieser Projekte versuchte man nachrichtendienstliche und waffentechnische Erkenntnisse aus deutschen Entwicklungen weiter zu nutzen, um eventuell Optimierungspotential auszuschöpfen. Teilweise wurden zu diesem Zweck auch deutsche Wissenschaftler und Waffentechniker weiter beschäftigt.
In den Vereinigten Staaten von Amerika war die 1945 begonnene Entwicklung der Kurzstreckenrakete KAN-1 „Little Joe“ von der US-Marine 1947 auf deren Kriegsschiffen erprobt. Etwa zeitgleich wurde 1947 die RIM-2 Terrier als erste Mittelstrecken-Flugabwehrrakete verfügbar.

### Kalter Krieg und Nachwendezeit

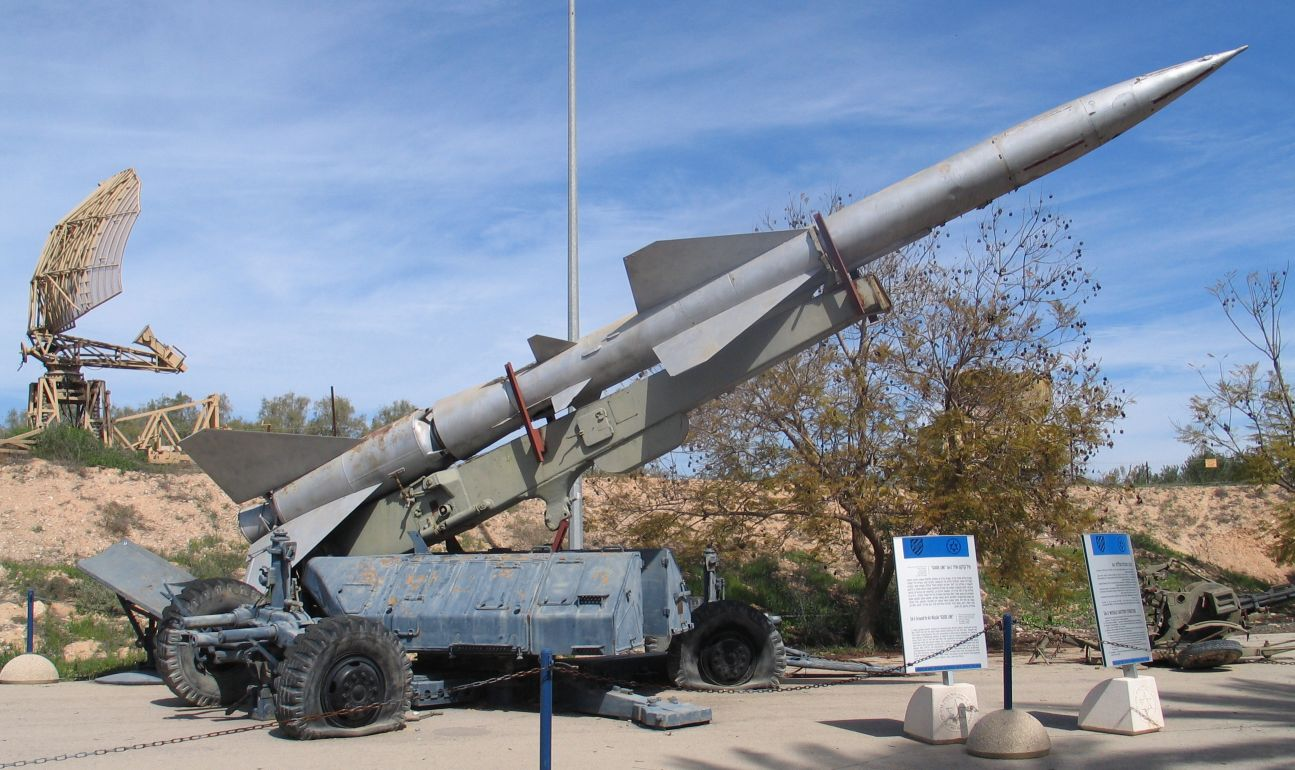
Sowjetische S-75

Mit dem großen Entwicklungsschub bei Düsenflugzeugen, aber auch bei Raketentriebwerken sowie bei Radartechnik und Elektronik, erfuhren Flugabwehrraketen nach dem Zweiten Weltkrieg in West und Ost zunehmende Bedeutung. Vor allem die sowjetische Seite steckte große Ressourcen in die Entwicklung von Abwehrraketen gegen mögliche US-amerikanische Bomberangriffe, da deren Flugzeug-Technik der eigenen häufig überlegen war. Auch an anderen Konfliktherden sahen sich dem Ostblock verbündete Kräfte häufig überlegener Luftmacht gegenüber, so dass sehr viel häufiger sowjetische Luftabwehrraketen gegen US-amerikanische Flugzeuge zum Einsatz kamen als umgekehrt.
Eine wichtige Rolle spielte die sowjetische S-75 im Vietnamkrieg von 1964 bis 1975. Die Flugabwehrrakete erreichte Einsatzhöhen von 7.500 bis 16.000 Metern, hatte ein radargeführtes automatisches Lenksystem und stellte erstmals eine Bedrohung für die US-amerikanischen Kampfflugzeuge dar. In der Spätphase des Vietnamkriegs wurde auch die schultergestützte Strela-2 eingesetzt, die zwischen 1972 und 1975 gegen US-Kampfjets bei 589 Einsätzen 204 Treffer erzielte.

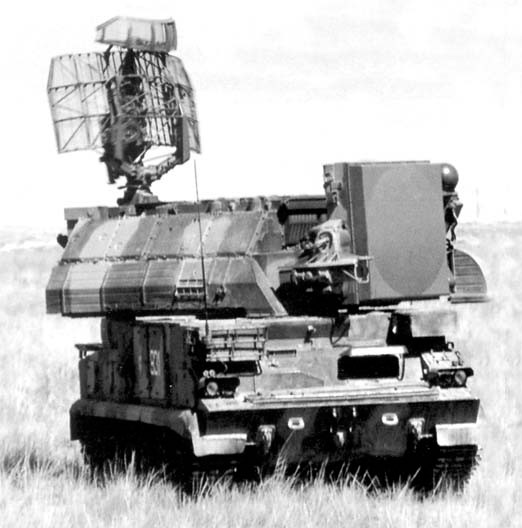
Autonomes Tor-M1-System aus Russland, vorn das quadratische Phased-array-Zielradar

Im Nahostkonflikt spielten Boden-Luft-Raketen erstmals im Jom-Kippur-Krieg 1973 eine größere Rolle. Ägyptische und syrische S-75-, 2K12 Kwadrat und Osa-Stellungen waren eine ernste Bedrohung für die israelischen Luftstreitkräfte, die erst durch den Einsatz neuer aus den USA gelieferter Systeme zur elektronischen Kampfführung überwunden werden konnten.
Die sowjetischen (später russischen) Systeme wurden in Folge regelmäßig weiterentwickelt und diversifiziert:
- Im Kurzstreckenbereich über 9K33 Osa und 2K22 Tunguska zum 96K6 Panzir.
- Im Mittelstreckenbereich 9K37 Buk bis zum aktuellen 9K330 Tor M1.
- Im Langstreckenbereich wurde das 1967 eingeführte 2K11 Krug ab 1982 durch die Systeme der S-300-Serie, wie die S-300P und das seinerzeit erste vollständig mobile Raketenabwehrsystem S-300W ersetzt. Weitere Entwicklungen sind S-300PM, S-400 Triumf und S-500.

Dabei spiegelten sich US-amerikanische Neuentwicklungen auf Seiten der angreifenden Flugkörper mit etwas Verzögerung in neuen Abwehrsystemen auf sowjetischer Seite: Die Stealth-Technik führte zu neuen, stärkeren Radarsystemen mit Phased-Array-Antennen beim S-300P und dessen Nachfolgern, präzisionsgelenkte Munition und antriebslose Lenkflugkörper zu dem schnell reagierenden und mobilen Tor-M1-System.

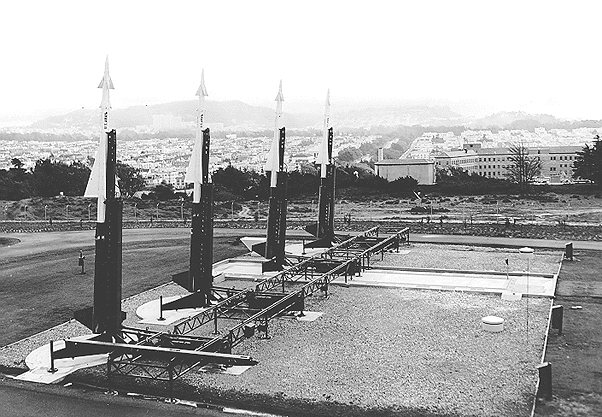
Nike-Ajax-Stellung in den USA

Auf westlicher Seite wurden bis vor kurzem im Wesentlichen zwei FlaRak-Systeme eingesetzt:
- Nike Ajax und Nike Hercules waren für den Einsatz gegen hochfliegende, überschallschnelle und auch multiple Ziele (etwa gegen Bomberpulks) konzipiert; der Erststart war 1955. Neben den konventionellen waren zwei unterschiedlich große Nuklearsprengköpfe für Bekämpfungseinsätze vorgesehen. Diese wurden ebenso bei den Systemen der Deutschen Luftwaffe bereitgehalten; zuletzt als Option für den Boden-Boden-Einsatz. Durch die Radarlenkung war dieses System recht zielgenau, allerdings war es nicht mobil ausgelegt. Bereits vor der Wiedervereinigung begann die Außerdienststellung des FlaRak-Systems Nike Hercules.
- HAWK ist ein mobiles, allwettertaugliches Mittelstreckensystem, das für Ziele in maximal 40 km Entfernung und 12 km Höhe vorgesehen war; es ist teilweise heute noch in einigen NATO-Staaten im Einsatz. Die ersten HAWK-Einheiten der Bundeswehr wurden 1963 bei der Luftwaffe eingeführt. Das letzte bei der Flugabwehrraketengruppe 15 im Einsatz befindliche HAWK-System wurde im Spätsommer 2005 mit einem feierlichen Zapfenstreich außer Dienst gestellt.

Nachfolger beider Systeme ist das Patriot-System. Die deutsche Luftwaffe betreibt in drei Geschwadern insgesamt 24 Einsatzstaffeln mit diesem System.
Die US-Army verfügt darüber hinaus über ein Kurzstrecken-FlaRak-System auf Basis der AIM-9 Sidewinder, das MIM-72 Chaparral.

### Asymmetrische Konflikte

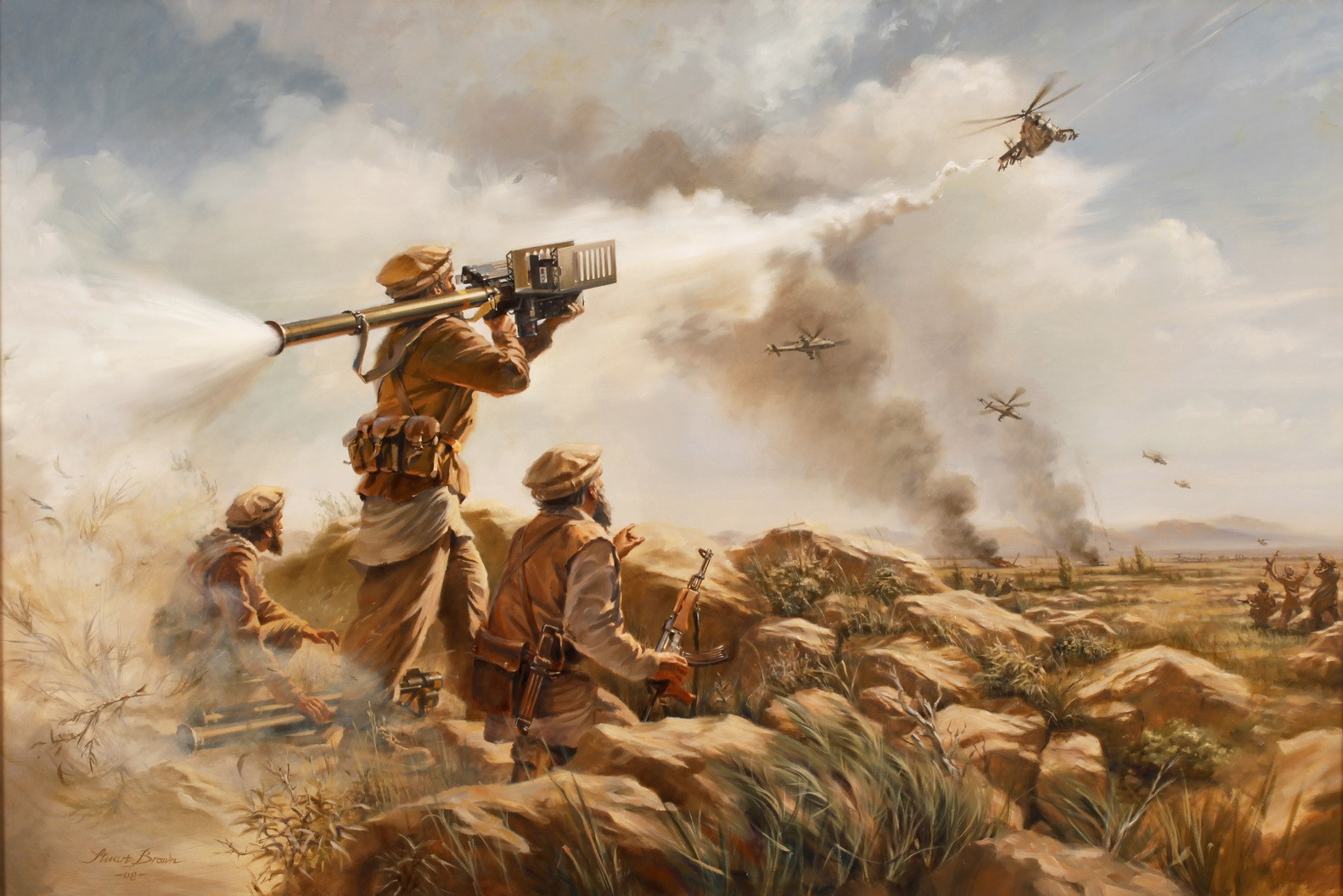
Gemälde eines Stinger-Einsatzes durch die afghanischen Mujaheddin zur Bekämpfung von Mi-24

In den späteren – zunehmend asymmetrischen – militärischen Konflikten spielten auf der jeweils materiell unterlegenen Seite schultergestützte Flugabwehrraketen eine zunehmende Rolle: Im Afghanistan-Krieg wurden amerikanische Stinger und britische Blowpipe erfolgreich gegen sowjetische Hubschrauber eingesetzt. In Somalia im Jahre 1993 und im Irakkrieg ab 2003 waren westliche Streitkräfte mit ähnlichen Problemen konfrontiert. Irakische Kämpfer setzten sowjetische 9K32 Strela-2 (SA-7) sowie modernere 9K34 Strela-3 (SA-14) und 9K310 Igla-1 (SA-16) gegen US-Helikopter ein – im Frühjahr 2007 wurden im Irak binnen vier Wochen acht US-Hubschrauber abgeschossen.
Es wird vermutet, dass von den weniger als 100.000 produzierten Startgeräten einige in die Hände nichtstaatlicher Organisationen gelangt sind. Laut Jane’s Intelligence Review verfügten 2001 mit hoher Sicherheit 13 dieser Gruppen über schultergestützte Flugabwehrsysteme. Einige davon werden als terroristisch eingeschätzt. Neben al-Qaida und deren Unterorganisationen zählen unter anderen die FARC sowie die PKK, die Hisbollah und (bis zu ihrem Ende 2009) die tamilische Organisation LTTE dazu. Von 14 weiteren nichtstaatlichen Gruppierungen wird angenommen, dass sie über derartige Systeme verfügen. Mit dem Irakkrieg 2003 und den Bürgerkriegen in Libyen und Syrien ist wahrscheinlich eine Anzahl solcher Waffen in die Hände bewaffneter Gruppierungen Nordafrikas und des Nahen Ostens gelangt. Das Verteidigungsministerium der Vereinigten Staaten macht ferner Iran für die Verbreitung derartiger Waffensysteme in der Region verantwortlich. Zu den Nutzern schultergestarteter Flugabwehrraketen zählen nun beispielsweise Gruppen der syrischen Aufstandsbewegung und die ägyptische Ansar Bait al-Maqdis.

#### Terrorismus
Bei terroristischen Angriffen sind zwischen 1975 und 1992 in bis zu 40 Fällen schultergestützte Flugabwehrraketen gegen Verkehrsflugzeuge benutzt worden, teilweise erfolgreich, wobei bis zu 760 Todesopfer zu verzeichnen waren. Die nach den Terroranschlägen am 11. September 2001 wachsende Besorgnis und ein fehlgeschlagener Anschlag 2002 in Mombasa führte zuerst in Israel zu Überlegungen, IR-Täuschkörper in Verkehrsflugzeugen zu verwenden. Der im US-Kongress eingebrachte Vorstoß, dies auf bestimmten Routen zur Pflicht zu machen, wurde 2006 wegen zweifelhaftem Nutzen, aus Kostengründen und wegen des Widerspruchs der Fluggesellschaften nicht umgesetzt.

#### Waffenkontrollmechanismen
Trotz der Bedrohung durch schultergestützte Flugabwehrsysteme wurden effektive internationale Waffenkontrollmechanismen erst spät durchgesetzt. Führend waren hier die USA, die bereits gegen Ende des Afghanistankrieges eine strikte Endnutzerkontrolle durchsetzten. Anfang der 1990er-Jahre wurde ein Rückkaufprogramm für die nach Afghanistan gelieferten Stinger-Flugabwehrsysteme initiiert. Erst Ende 2000 fanden sich die Unterzeichnerstaaten des Wassenaar-Abkommens bereit, ähnliche Endnutzerzertifikate auch für ihre Exporte zu verlangen. Ein ähnliches Abkommen schloss Russland 2002 mit den Staaten der GUS ab. 2003 folgte die APEC, womit auch China als letzter großer Lieferant von schultergestützten Flugabwehrsystemen in diesbezügliche Waffenkontrollmaßnahmen eingebunden wurde.

## Einsatz

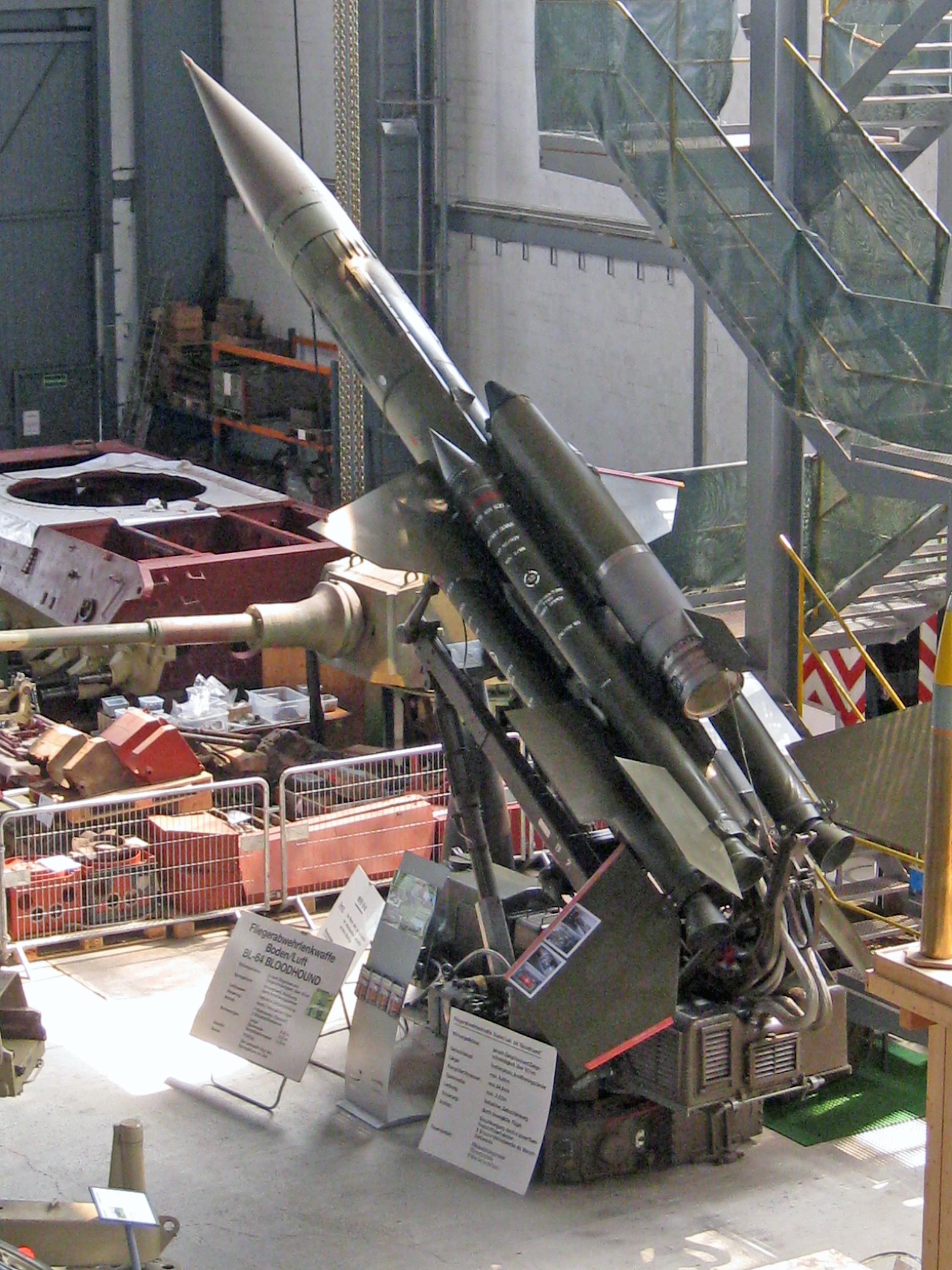
Boden-Luft-Rakete Bristol Bloodhound der Schweizer Armee

Flugabwehrraketen mit halbaktiver Zielsuchlenkung bedürfen eines ständigen Datenstroms durch das Feuerleitradar. Bis in die 1980er-Jahre wurde meist ein separates Radar verwendet, das ausschließlich diese Aufgabe verfolgte. Die Anordnung der Flugkörperstellungen erfolgte bei Systemen sowjetischer Herkunft im Allgemeinen sternförmig um das Radar herum. Gelang es – zum Beispiel durch Störmaßnahmen, Bomben oder Luft-Boden-Raketen – das Radar auszuschalten, waren die mit diesem Radar verbundenen Flugkörperstellungen kampfunfähig. Neuere Flugabwehr-Systeme wie das mobile russische Buk M1 integrieren dagegen das Radar auf dem Startfahrzeug. Sie können dadurch beweglicher und vor allem unabhängig von zentralen Leitsystemen eingesetzt werden.
Luftabwehrraketen mit Infrarot-Suchkopf benötigen kein Radar zur Zielbekämpfung. Ein solches ist lediglich zur Luftraumüberwachung notwendig und oft im Starterfahrzeug integriert (wie bei ADATS und 2K22 Tunguska). Raketen mit Infrarotlenkung haben jedoch eine geringere Reichweite und weisen eine höhere Störanfälligkeit gegenüber elektronischen Gegenmaßnahmen auf. Vorteilhaft ist, dass der gegnerische Pilot hierbei keine Radar-Aufschaltwarnung bekommt und sich damit das Zeitfenster für Gegenmaßnahmen verkleinert.
Folgende Einsatzverfahren werden beim Einsatz von Flugabwehrsystemen verwendet:

### Hinterhalt
Bei der Hinterhalt-Taktik (englisch ambush) haben alle Flugabwehr-Stellungen ihre Radargeräte ausgeschaltet. Über dritte Radarstellungen und andere Luftüberwachungsverfahren wird das Eindringen feindlicher Luftfahrzeuge verfolgt. Sobald die gegnerischen Ziele innerhalb der Reichweite der Flugabwehrraketen sind, schalten alle Stellungen gleichzeitig ihr Radar ein und feuern Raketen in Salven auf den Gegner. Vorteil dieser Taktik ist, dass die feindlichen Piloten erst kurz vor dem Abfeuern der Boden-Luft-Raketen eine Radarwarnmeldung erhalten und somit deren Zeitrahmen für effektive Gegenmaßnahmen sehr kurz ist. Nachteil ist, dass sich die Flugabwehrstellungen auf eine funktionierende Luftraumüberwachung verlassen müssen, da sie selbst aufgrund des ausgeschalteten Radars blind sind.

### Blinken
Beim Blinken (englisch Blinking) schalten zwei Flugabwehrraketen-Stellungen abwechselnd für einen kurzen Zeitraum ihr Radar ein und wieder aus. Dabei blinken auf dem Radarwarngerät des eindringenden Luftfahrzeuges abwechselnd die Warnsignale auf, was auch namensgebend für diese Taktik war. Ziel ist es, anfliegenden SEAD-Flugzeugen die Zielauffassung zu erschweren.

### Externe Beleuchtung
Das externe Beleuchten (englisch Buddy Launch) ist eine dem Blinking sehr ähnliche Taktik. Der Unterschied besteht darin, dass nicht alle Stellungen abwechselnd die Zielverfolgung übernehmen, sondern eine Stellung das Ziel konstant im Visier hat und die anderen Stellungen mit den nötigen Informationen für den Angriff versorgt. Auch hier handelt es sich um eine Taktik, die der Verhinderung von Angriffen auf die FlaRak-Stellungen durch feindliche SEAD-Einsätze dient.
Russische FlaRak-Systeme und Nutzer russischer Fla-Technik setzen das Verfahren zusammengefasstes Feuer ein. Laut Schießregeln soll eine vorgegebene Anzahl von Lenkflugkörpern auf ein Flugziel abgefeuert werden. Bei russischen Systemen ist die Feuerfolge durch den Hersteller vorgegeben, ebenso die Anzahl der abzufeuernden LFK (Lenkflugkörper) pro Zielbekämpfung. Hier ein Beispiel für die S-125: Salve mit zwei LFK von einer Rampe im Abstand von fünf Sekunden. Das Abändern dieser Schießregeln macht Eingriffe am Pult des taktischen Leitoffiziers (TCO/TCA) notwendig und stellt die Ausnahme dar.
Beim zusammengefassten Feuer geht man bewusst von den Schießregeln ab: zwei benachbarte Feuereinheiten schalten auf ein Ziel auf. Dabei liegt der typische Abstand voneinander bei 10 bis 25 Kilometern. Über die taktische Leitung zählen beide schießenden Feuerleitoffiziere laut herunter und eröffnen gleichzeitig das Feuer mit je einer Rakete. Beim Gefechtsschießen auf dem sowjetischen Staatspolygon Aschuluk (russisch полигон Ашулук) war das zusammengefasste Feuer für deutsche Feuereinheiten der Flugabwehrraketentruppen und der Truppenluftabwehr der NVA eine typische taktische Gefechtsaufgabe.

### Silent
Die eigentliche Abwehrstellung bleibt beim Silent-Verfahren bis zum Start und nach Möglichkeit auch nach dem Start still. Die Zielführung geschieht entweder passiv (manuell per Sicht, per Infrarotsensor usw.), mit einem externen Beobachter oder Beleuchter, oder erst kurz vor Auftreffen auf dem Ziel vom Flugkörper aus. Die Abwehr- und Reaktionszeit des Zieles ist damit minimiert. Auch ferngesteuerte oder automatisiert wirkende Abwehrstellungen sowie räumliche Trennung von Beleuchter, Steuerung und Startgestell sind bereits realisiert worden.

### Passiv
Die Sensorik in der Flugabwehrstellung oder im Lenkflugkörper kommt hierbei ohne zu ortenden Sender aus, etwa über Infrarot, Video (optisch) oder manuell (per Sicht) aus der Flugabwehrstellung. Neuere Entwicklungen nutzen die Hintergrundstrahlung von Rundfunk und Mobilfunk oder ziviler Radaranlagen zur Aufklärung und Ortung potentieller Ziele oder (seltener) zur Zielbekämpfung.

## Steuerungstechnik
Das Spektrum aktueller Systeme reicht von schultergestützten Systemen, die von einem Mann bedient werden, bis zu Raketen mit 400 km Reichweite (S-400 Triumf), die im Verbund mit Zielerfassungs- und Zielfolgeradarsystemen eingesetzt werden.
Die Zielerfassung und -verfolgung kann erfolgen durch:

### Manuelle Lenkung

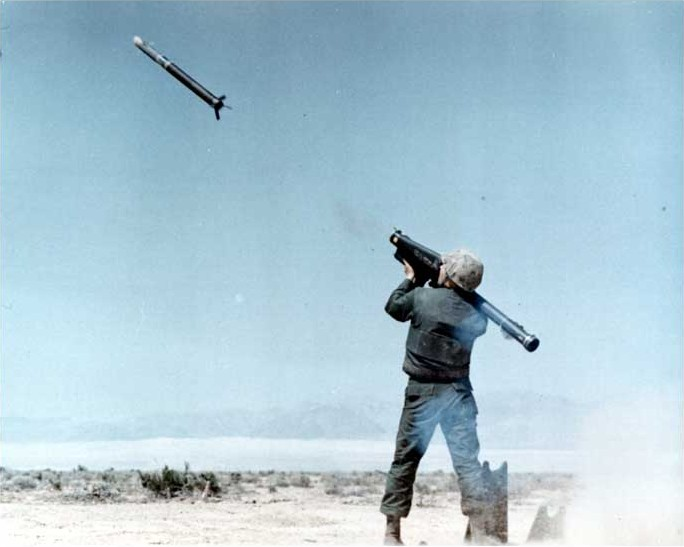
Abfeuern einer FIM-43 Redeye

Das Ziel wird in Sichtlinie zur Abwehrstellung bekämpft, der Lenkflugkörper manuell oder teilautomatisch von dieser nachgesteuert; seltener ist ein automatisch gesteuerter Flug vorgesehen. Die Zielauffassung geschieht in der Regel optisch zum Teil mit Bildverstärkung. Beim Waffensystem Roland und einigen sowjetischen Modellen war diese Option neben der automatischen Radarlenkung vorhanden. Auch die ersten deutschen Entwürfe gegen Ende des Zweiten Weltkriegs benutzten derartige Verfahren.

### Infrarot-Suchkopf
Diese Raketen finden ihr Ziel durch Verfolgung des heißen Abgasstrahls des Flugzeugs oder Helikopters (Thermografie/Wärmebildkamera). Voraussetzung ist die genaue Ausrichtung auf das Ziel vor dem Start und genügend Zeit zur Aufschaltung des Suchkopfes. Infrarot-gelenkte Raketen benötigen nach dem Abfeuern keinerlei weitere Eingriffe durch den Schützen.
Als Abwehrmaßnahme werden von bedrohten Flugzeugen unter anderem Flares eingesetzt, die – in breitem Winkel ausgeworfen – die Suchköpfe ablenken sollen. Neuere Suchköpfe können deren spektrales Muster von dem eines Flugzeuges unterscheiden, woran wiederum neue Flare-Typen angepasst werden. Bei großer Entfernung, bei Nebel oder Wolken sowie Zielen mit niedriger oder gedämpfter IR-Signatur sinkt die Trefferwahrscheinlichkeit drastisch.
- Sowjetisch/russische Modelle: 9K32 Strela-2, 9K31 Strela-1, 9K35 Strela-10, 9K34 Strela-3 und Nachfolger.
- Amerikanische Systeme: FIM-43 Redeye, FIM-92 Stinger und MIM-72 Chaparral (mit AIM-9 Sidewinder-Raketen); auch das deutsche Ozelot-System verwendet Stinger-Raketen.

### Leitstrahllenkung
Bei der Leitstrahllenkung (englisch Beam riding) wird eine eng geformte Radar-Hauptkeule oder ein Laserstrahl möglichst präzise auf das Ziel ausgerichtet, an denen die Rakete dann entlangfliegt. Durch einen am Heck montierten Sensor kann der Flugkörper feststellen, ob er sich noch auf dem Strahl befindet, und ggf. Kurskorrekturen einleiten. Radarbasierte Leitstrahlen wurden vor allem bei früheren Flugabwehrsystemen verwendet und inzwischen fast vollständig durch andere Verfahren abgelöst.

### Aktive Zielsuchlenkung
Bei der aktiven Zielsuchlenkung (englisch Active radar homing) verfügt die Rakete selbst über ein aktives Radarsystem und ist in der Lage, das Ziel selbst (autonom) zu finden, zu identifizieren, zu verfolgen und anzugreifen.
- Beispiele: NASAMS, MIM-104 Patriot PAC-3, S-400 Triumf

### Halbaktive Zielsuchlenkung
Bei der halbaktiven Zielsuchlenkung (englisch Semi-Active Radar Homing, SARH) wird das Ziel vom Zielverfolgungs-Radar des FlaRak-Systems angestrahlt, die Rakete findet durch die vom Flugzeug reflektierten Radarwellen ins Ziel. Sie steuert auf das vom Boden beleuchtete Ziel zu und hat selbst kein aktives Radar und keinen anderen Sensor (siehe Passives Radar).
Nachteil dieses Verfahrens ist die hohe notwendige Radarleistung, da der Empfänger in der Rakete eine geringere Empfindlichkeit hat als eine bodengestützte Antenne. Diese Leistung muss das Bodenradar zudem bis zur Zerstörung des Ziels aufrechterhalten, was die Flugabwehrraketen-Batterie empfindlich für Gegenangriffe durch Anti-Radar-Raketen macht. Deren erstes Muster war die 1963 erstmals verfügbare AGM-45 Shrike; deren moderner Nachfolger ist die auch von deutschen Tornados im Kosovokrieg gegen Serbien eingesetzte AGM-88 HARM.
- Sowjetische Typen: S-200, S-300W, 2K12 Kub, 9K37 Buk
- US-Typen: MIM-23 HAWK

### Kommandolenkung
Dieser SAM-Typ (englisch Command-Guided Radar Missile) benötigt ein ständiges Steuerungssignal durch die Bodenstation. Die Rakete erhält die Steuerbefehle vom Waffensystem beziehungsweise von einem separaten Feuerleitradar. Vorteil gegenüber SARH ist die höhere Genauigkeit, da auf dem Boden die aufwändigere Radar- und Feuerleittechnik zur Verfügung steht. Durch moderne Phased-Array-Radaranlagen ist dabei eine Fokussierung auf das Ziel möglich, was den Gegenangriff durch HARM-Waffen erschwert.
- Sowjetische Typen: S-75, S-125 Newa, 2K11 Krug, 9K33 Osa, 2K22 Tunguska, 9K330 Tor-M1
- US-Typen: Nike Ajax und Nike Hercules

### Track-via-missile
Das TVM-Verfahren kombiniert das halb-aktive Zielsuchlenkverfahren mit der Kommandolenkung: Die Rakete empfängt das vom Bodenradar ausgestrahlte und vom Ziel reflektierte Signal, leitet es aber über eine Funkdatenverbindung zur Bodenstation zurück. Dort werden die Zielverfolgungsdaten errechnet und die Steuersignale im Signal des Zielradars wieder an die Rakete gesandt. Damit verbinden sich die zwei Vorteile: Die Rakete ist technisch weniger aufwändig, die Bodenstation verfügt über höhere Rechenleistung und das taktische Kommandosystem. Das Verfahren ermöglicht die höchste Genauigkeit und wird heute bei allen modernen Langstrecken-FlaRak-Systemen und Anti-Raketen-Raketen eingesetzt.
- Russische Typen: S-300P, S-400 Triumf
- US-Typen: MIM-104 Patriot
- Israelische Typen: Iron Dome, David’s Sling

### Seeker-aided ground guidance
Diese Methode der Zielsuchlenkung ist eine Erweiterung des Track-via-missile-Verfahrens. Wie bei dem TVM-Verfahren beleuchtet das Bodenradar das Ziel und der Sensor in der Rakete empfängt das reflektierte Signal. Allerdings empfängt beim SAGG-Verfahren das Bodenradar die vom Ziel reflektierten Radarwellen zusätzlich auch selbst. Außerdem berechnet die Rakete anhand des empfangenen Signals selbstständig einen Abfangkurs, sendet diesen jedoch per Datenlink zur Bodenstation. In der Bodenstation wird ein eigener Abfangkurs für die Rakete berechnet und mit dem von der Rakete berechneten Kurs verglichen. Der präzisere Abfangkurs wird dann per Datenlink an die Rakete übertragen, damit diese anschließend ins Ziel steuern kann. Im Vergleich zum TVM-Verfahren ist das SAGG-Verfahren genauer und zuverlässiger, da hier anders als beim TVM-Verfahren sowohl die Rakete als auch die Bodenstation einen Abfangkurs berechnen können, aber auch komplexer und teurer.
- Beispiele: S-300P, S-400 Triumf, Bavar-373

### Aufschaltung nach dem Start

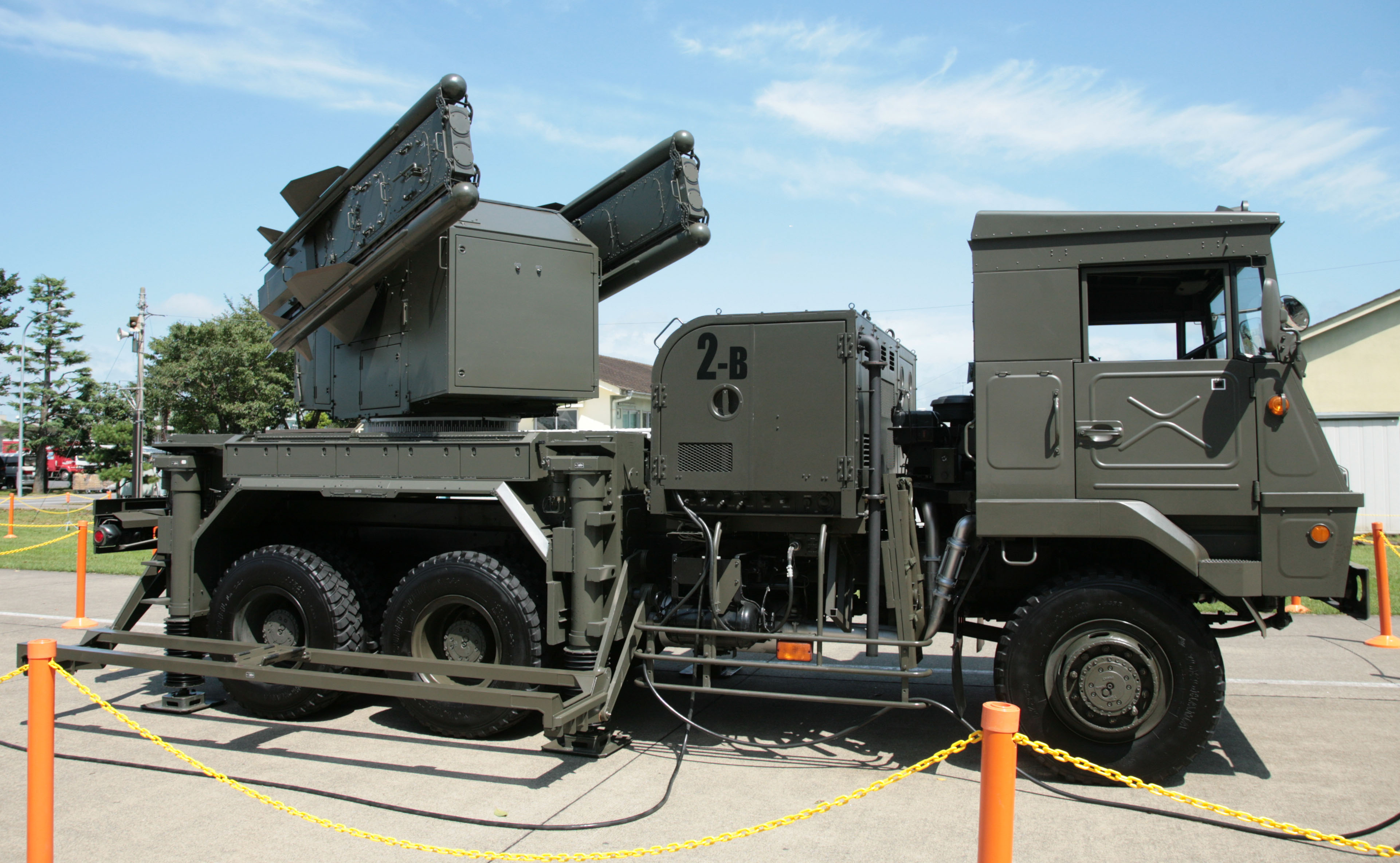
Japanische Typ 81 Tan-SAM

Die Aufschaltung nach dem Start (englisch Lock-On-After-Launch, LOAL) kombiniert die Kommandolenkung mit aktiven Suchköpfen. Die Rakete erhält nach dem Start die Steuerbefehle von einem separaten Feuerleitradar. Sobald die Lenkwaffe nahe genug am Ziel ist, aktiviert sie ihren eigenen Suchkopf und schaltet das Ziel auf. Ab diesem Zeitpunkt benötigt die Rakete keinerlei weitere Eingriffe durch den Schützen und steuert sich selbst ins Ziel (Fire-and-Forget). Der Vorteil ist, dass das Feuerleitradar keinen direkten Sichtkontakt mehr zum Ziel haben muss, nachdem die Waffe dieses aufgeschaltet hat.
- Beispiele: Typ 81 Tan-SAM, NASAMS, Lenkflugkörper Neue Generation, MEADS